# Дракон (Китай)

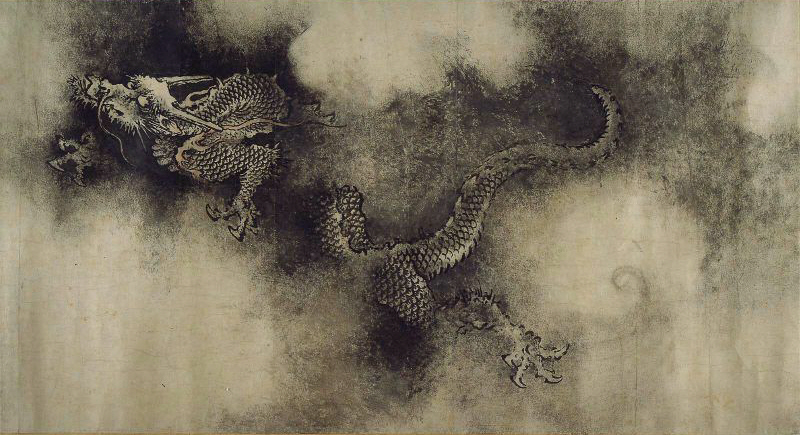
Чень Жун 陳容, 13 ст. (дин. Сун), фрагмент сувою «Дев'ять драконів» — див. нижче.

Дракони в Китаї — клас міфічних істот, широко представлених у мистецтві та літературі з найдавнішого часу. На відміну від середньовічних європейських уявлень про драконів, ці істоти зображуються у зв'язку із стихією води (див. нижче). Китайський дракон має зовсім інше значення від європейського дракона : в європейських культурах дракон є вогнедишною істотою з агресивними конотаціями, тоді як китайський дракон є духовним і культурним символом, який представляє процвітання та удачу, а також божество, яке сприяє гармонії.

## Відомі історичні згадки

лун 龍 у стилі «написів на печатках» (чжуаньшу)

лун у написі на бронзі

лун у цзяґувень (найдавніша з відомих форм запису)

Літопис «Цзо чжуань» (18-й рік Чжао-ґуна, 523 до н. е.) наводить оповідь про появу драконів під час потопу у царстві Чжен 鄭. Відомому державному діячеві на ім'я Цзи Чань 子產 доповідають, що бачили бійку драконів, та просять дозволу виконати захисне жертвопринесення. Цзи Чань відмовляє зі словами: «Коли ми б'ємося, дракони не дивляться. Чому ж ми маємо дивитися, коли б'ються вони? Жертвопринесення — то [втручання у] їхні справи. Я нічого не прошу у драконів, і вони нічого не просять від мене» (我鬥，龍不我覿也，龍鬥，我獨何覿焉，禳之則彼其室也，吾無求於龍，龍亦無求於我).

## Легенди
Критичному огляду згадок про драконів присвячена глава «Лун сюй» 龍虛 (Пустощі про драконів) у трактаті Вана Чуна «Баланс промов» 論衡 (Lunheng, 1 ст. н. е., дин. Хань). Ван не заперечує існування цих істот, але висуває аргументи проти повір'їв щодо можливості драконів підійматися до неба.
Не пізніше династії Північна Вей (386—534) набула розповсюдженість легенда про те, що короп, який зможе стрибнути через вузьку протоку Лунмень («Ворота дракона», нібито утворені Юєм Великим, біля витоку Хуанхе), перетвориться на дракона. У пізніші часи вираз «стрибнути через Лунмень» став позначати успіх на державних іспитах.
Поема «Питання до Неба» зі збірки «Чу ци» згадує, що помічником Юя у подоланні Великого Потопу був дракон Їнлун 應龍.

## Види
Поряд із найвідомішими загальними позначенням для драконів, лун 龍 \ 龙 (дракони, що мають 5 кігтів і стояли вище за ієрархією) та ман (мали 4 кігтя) — у китайській літературі зустрічаються декілька інших різновидів:
- хун 虹 (hóng) — дракон-веселка, див. Hong (rainbow-dragon)[en].
- цзяо 蛟 (jiāo) — дракон без рогів; самка дракона.
- цю 虯 (qiú) — дракон у джерелах південного походження. Згідно «Шовень», «дитина дракона із рогами» (龍子有角者)[4].

Численні міфічні істоти пов'язані з образом дракона за назвою або функцією (наприклад, Лунма; вигляд дракону також іноді приписують Куєві).

## Символізм та святкування
У тексті «Питання різних учнів» (Ер-сань цзи вень 《二三子問》), винайденому у Мавандуй, Конфуцій порівнює дракона із довершеномудрою людиною, відрізнення якої від звичайних людей подібне відрізненню дракона від інших тварин. Згідно Сима Цяню, Конфуцію також належить порівняння дракона та Лао-цзи.
Оскільки китайська імперська традиція підносила ідеал довершено мудрого правителя, дракон перетворився на головний образ державності, а також належності до китайської культурної сфери.
У системі взаємодії їнь-ян дракон відповідає чоловічій статі та символізує імператора, на той час як образ імператриці та жіночої статі — фенікс фенхуан.
У той самий час, як істота що викликає дощі та поводі, дракон став об'єктом народних культів що мали відношення до приборкування сил природи. Див. Лун-ван.
Дракон виступає символом завзятості та вдачі. Цей символізм традиційно підкреслюють танком дракона на Китайський новий рік взимку (з 1 по 15 день першого місяця за традиційним календарем), влітку — змаганнями на драконових човнах на свято Дуаньву 端午 (Свято човнів-драконів, п'ятий день п'ятого місяця), а також навесні — свято Лунтайтоу 龍抬頭 («Дракон підіймає голову», другий день другого місяця).

## Розповсюдження
Під впливом китаєцентризму та взаємодії із місцевим фольклором дракони перетворилися на спільну культурну спадщину Східної Азії. Див.:
- Японський дракон
- Друк (міфологія) — бутанський дракон
- В'єтнамський дракон[en]
- Корейський дракон[en]
- Філіппінський дракон[en]

## Галерея

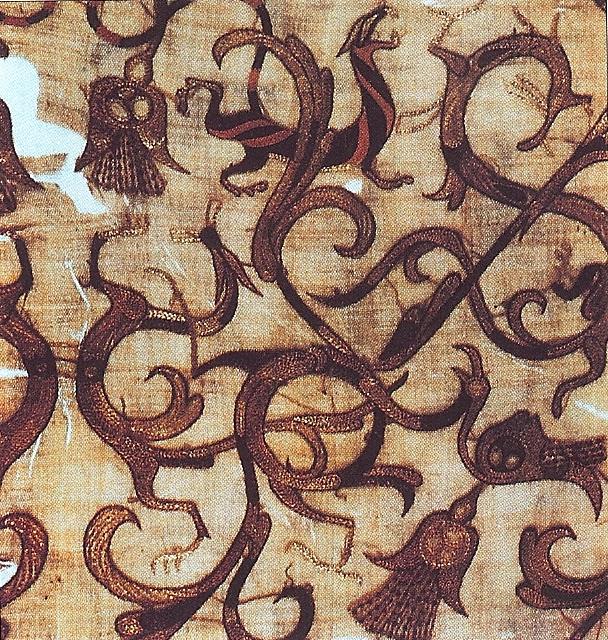
Шовкова тканина, 4 ст. до н.е., Машань.
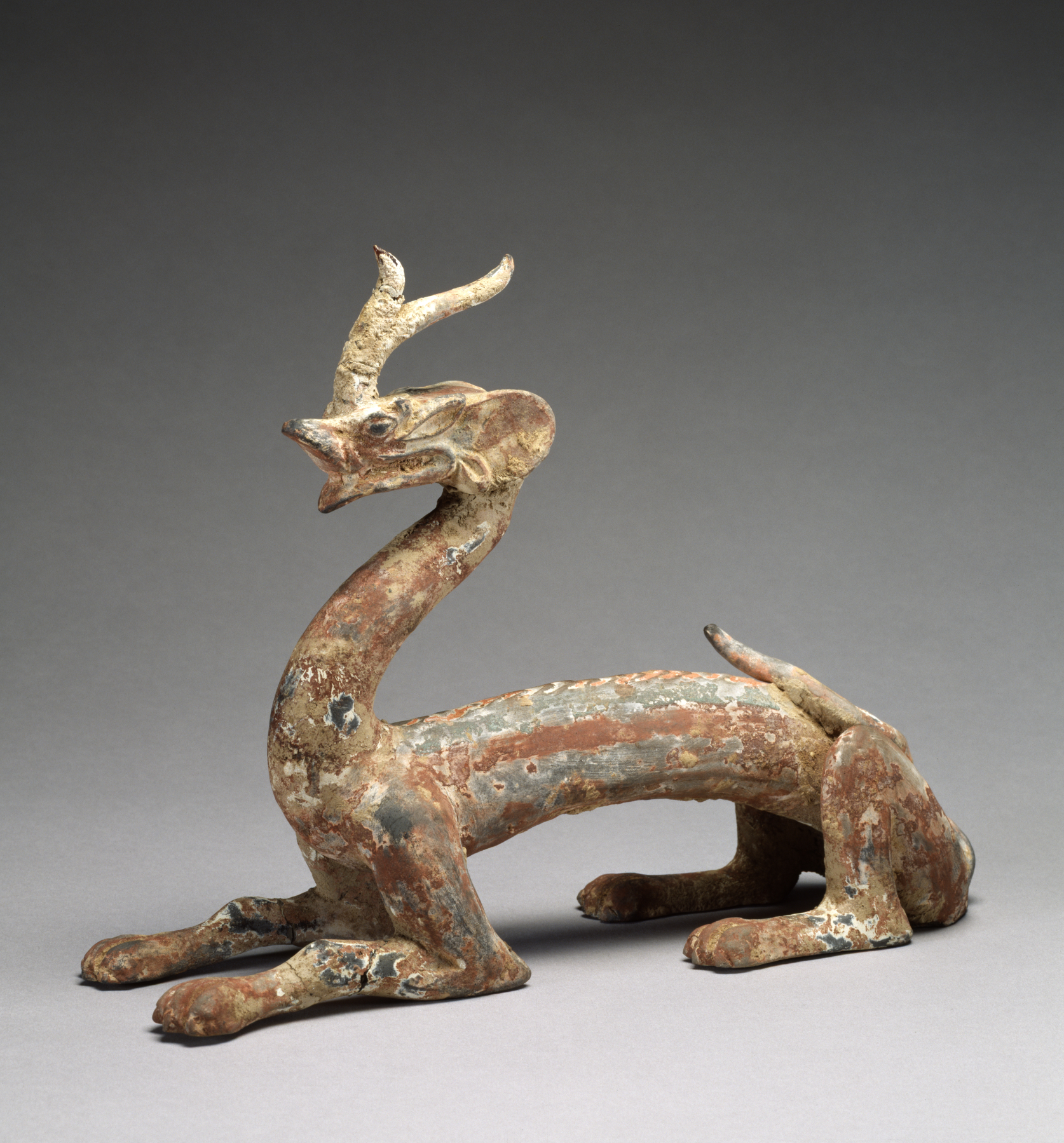
Дракон-охоронець поховання, 4 ст., Художній музей Волтерс.
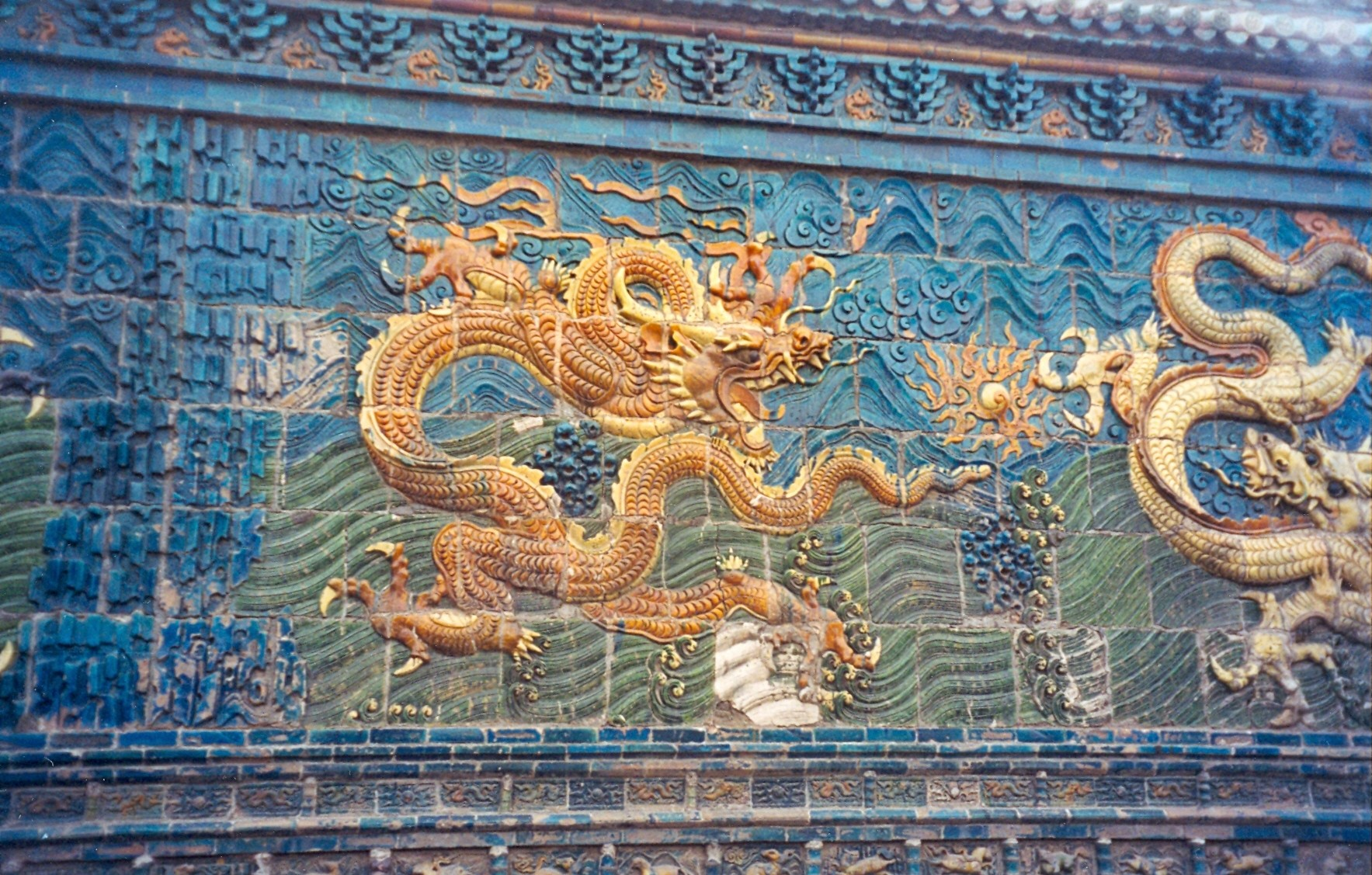
Елемент захисного муру[en] дин. Мін, м. Датун (zh:大同九龙壁).
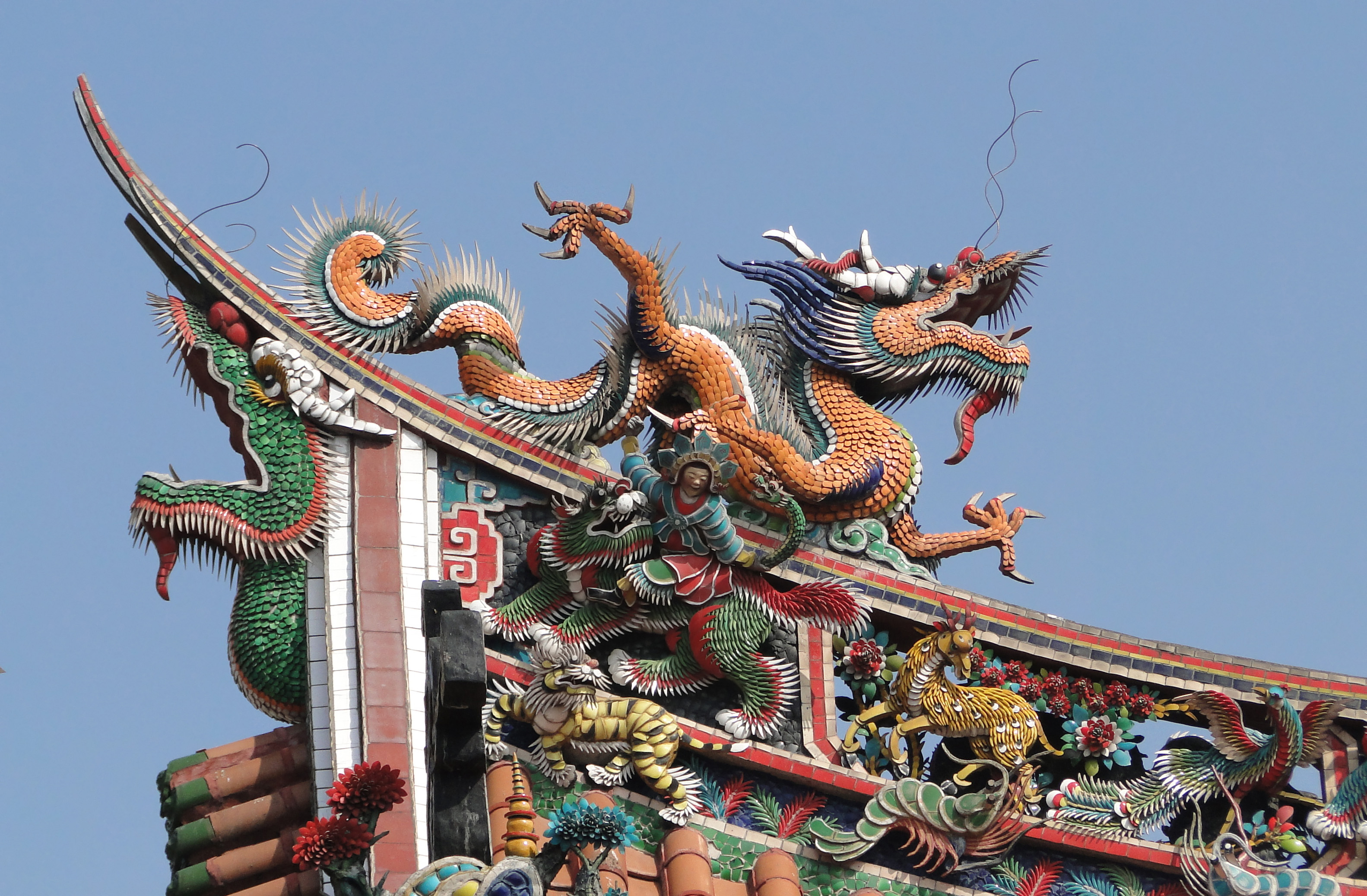
(див. Mengjia Longshan Temple[en], Тайбей)
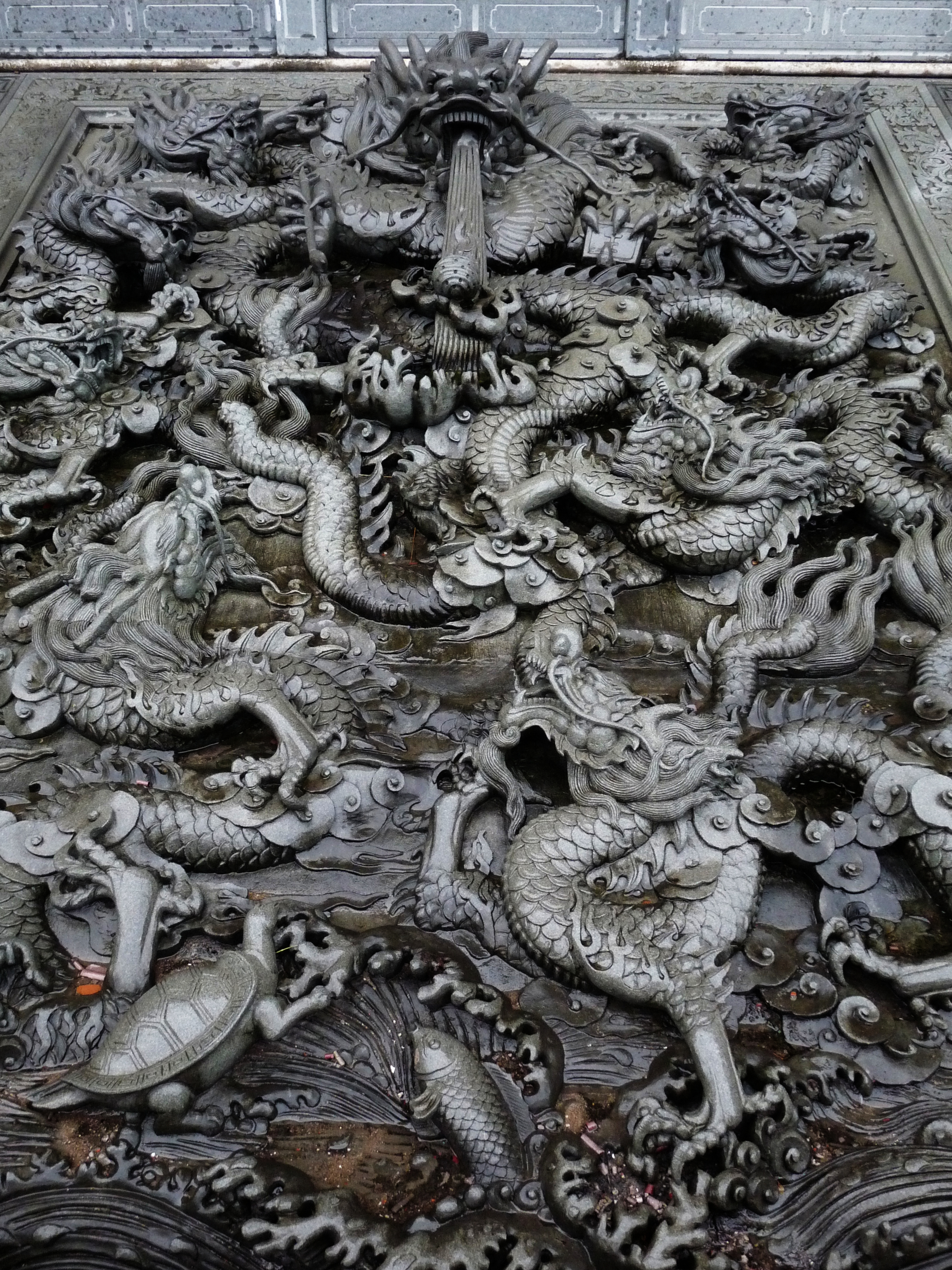
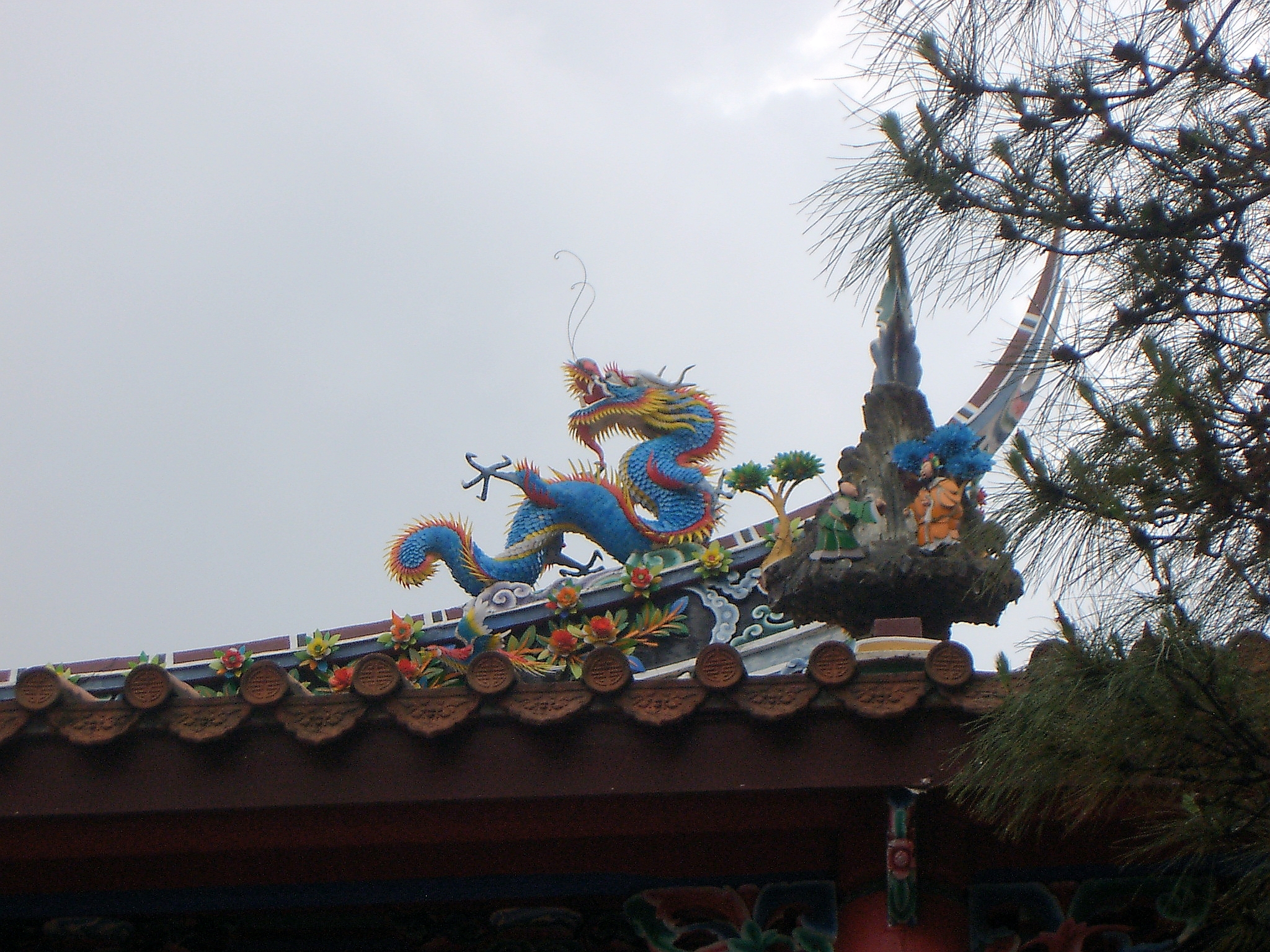